# Эльчибей, Абульфаз Гадиргулу оглы
Абульфа́з Гадиргулу оглы́ Али́ев (с 1980-х годов — Эльчибей; азерб. Əbülfəz Qədirqulu oğlu Elçibəy; 24 июня 1938, с. Келеки, Ордубадский район, Нахичеванская АССР, Азербайджанская ССР — 22 августа 2000, Анкара, Турция) — азербайджанский государственный и политический деятель; историк-арабист, переводчик и преподаватель. Кандидат исторических наук. Деятель азербайджанского национально-освободительного движения. Президент Азербайджана (1992—1993).
Являлся приверженцем пантюркизма; с середины 1970-х годов был известен в Азербайджане как диссидент и антикоммунист. Начиная с конца 1980-х годов был лидером партии «Народный фронт Азербайджана». Стал первым всенародно и демократически избранным президентом страны. Период его правления сопровождался экономическим и политическим кризисом в республике. Тяжёлые последствия Первой карабахской войны и политические распри внутри страны вынудили его оставить пост президента во избежание гражданской войны.
28 августа 1993 года на референдуме о доверии Абульфазу Эльчибею за его отставку проголосовало 97,5 % граждан страны. Народный фронт Азербайджана назвал итоги референдума сфальсифицированными, а Государственный департамент США в специальном заявлении выразил озабоченность по поводу организации референдума и чрезвычайных условиях его проведения. Последующие выборы президента ОБСЕ оценивает «не соответствующими некоторым обязательствам в рамках ОБСЕ».

## Биография
Абульфаз Алиев родился 24 июня 1938 года в селе Келеки Ордубадского района Нахичеванской АССР, в семье Гадиргулу Мардан оглы Алиева и Мейрансы Джафар кызы Алиевой. Его отец участвовал в Великой Отечественной войне. По документу, хранящемуся в ЦАМО РФ, «Алиев Гадиргули Марданович» родился в 1896 году, в 1942 году был призван Ордубадским райвоенкоматом Нахичеванской АССР (Азербайджанской ССР) и числился как пропавший без вести (датой выбытия указан январь 1945 года).

### Образование
В 1957 году он окончил отделение арабской филологии факультета востоковедения Азербайджанского государственного университета им. С. М. Кирова. Политолог и филолог, кандидат исторических наук Расим Агаев пишет: «выходец из Нахичевани, окончивший факультет востоковедения Азгосуниверситета в начале 1960-х годов, ничем особенным не блиставший, уже тогда А. Алиев, судя по всему, увлекался пантуранистскими идеями, густо замешанными на антикоммунизме и русофобии». Алиев в 1963—1964 годах проходил языковую практику в Египте в качестве переводчика, после чего вернулся в Баку. Согласно Агаеву, Алиев как переводчик-арабист работал на строительстве Асуанской ГЭС.
Согласно некоторым авторам, владел арабским, турецким и персидским лучше чем русским.
Учился в аспирантуре Азербайджанского государственного университета по специальности «История стран Азии и Африки», затем в этом же университете с 1969 по 1974 годы работал преподавателем истории. Под руководством учёного-востоковеда Зия Буниятова, Абульфаз Алиев в 1969 году защитил кандидатскую диссертацию на тему Государства Тулунидов. Расим Агаев, упоминая кандидатскую диссертацию Эльчибея, писал следующее: «выбор темы, равно как и характер рассуждений, ряд неожиданных выводов, указывает на то, что политические идеи будущего лидера Азербайджана, его пантюркистские настроения формировались довольно длительное время, хотя так и не образовались в стройную систему политических взглядов, в более или менее основательную идейно-политическую доктрину».

### Арест
Абульфаз Алиев рано примкнул к диссидентскому движению, выступал пропагандистом пантюркизма. В 1973 году он организовал в Азербайджанском государственном университете студенческий кружок «Свобода», члены которого обсуждали проблемы восстановления государственной независимости Азербайджана.
В январе 1975 года его арестовали. Последний председатель Азербайджанского КГБ Вагиф Гусейнов в своих мемуарах вспоминал о встрече с Эльчибеем в декабре 1989 года и приводил беседу с ним по записям из должностного дневника. В беседе Эльчибей упомянул, что «всегда рассказывал своим товарищам: моё дело вели сотрудники КГБ — интеллигентные, образованные люди». Для освещения личности Эльчибея, исследователь Джамиль Гасанлы приводит следующие выдержки из следственных материалов:
Следователь: Что вы говорили студентам о Ленине? У нас есть документальные свидетельства. Можете посмотреть показания свидетелей.

Абульфаз Алиев: Нет необходимости. Созданная Лениным тюрьма народов ясно показывает, кем он был. Созданное им государство является самой гнусной формой тоталитарного режима. Человечество прекрасно понимает, кем был Ленин, лишивший миллионы людей, десятки народов их законных прав. Только вы не знаете об этом.

Следователь: Это пустые разговоры и головная боль. Скоро поймёте, что бывает за такие речи против Ленина. Вы предаёте землю, которая вас лелеяла и растила. Ведёте беспочвенные разговоры о Коммунистической партии, нашем государстве и правительстве. Во всяком случае, вы знаете, чем может кончиться пустое охаивание Советского Союза — мировой державы.

Абульфаз Алиев: Знаю. Я сын не Ленина, а народа, с которого содрали кожу и выпили кровь. Для тебя СССР может быть Родиной. А для меня Родина — надвое разделённый Азербайджан. Цель моей жизни — залечить эту рану, вести Азербайджан к свободе вместе со всеми, кто считает себя тюрком.
11 мая 1975 года начался процесс в Верховном суде Азербайджанской ССР. Абульфаз Алиев отказался от назначенного адвоката, заявив, что будет защищать себя сам. Спустя четыре дня суд приговорил Алиева к полутора годам лишения свободы за антисоветскую и националистическую деятельность. Срок отбывания наказания ему исчислен со дня ареста. Отбывал наказание в Исправительной колонии № 14 в Гарадагском районе. В период заключения привлекался к тяжелым физическим работам по добыче камня в карьерах Гарадагского района, а согласно проекту «Academic.ru» отбывал наказание в колонии общего режима. В обвинительном заключении указывалось:

Старший преподаватель кафедры истории стран Азии и Африки АГУ им. С. М. Кирова Алиев Абульфаз Гадиргулу оглы с 1970 года начал вести среди преподавателей и студентов пропаганду и агитацию, направленную на разжигание национальной розни, а также распространял ложь и клевету о Советском государстве и его общественном строе. Он настаивал, что Азербайджан должен освободиться из под политического и экономического гнёта России и получить независимость. А. Алиев решительно настаивает, что российское влияние оказывает отрицательное воздействие на культуру Азербайджана и в конечном итоге это приведёт к русификации народа.

Бывшие руководители Советского Азербайджана после распада СССР и краха социалистической системы говорили, что в республике не было диссидентов или что Эльчибей был единственным диссидентом. Выступая на собрании сотрудников органов национальной безопасности 15 июля 1997 года 3-й президент Азербайджана Гейдар Алиев, являвшийся на момент ареста Эльчибея Первым секретарём ЦК Компартии Азербайджана, сказал: «У нас не было диссидентов. Если говорить конкретно, то Абульфаза (Эльчибея) арестовали в 1975—1976 годах. Как только я узнал, что он осуждён и арестован, то дал указание освободить его. Его освободили. В то время не было никаких оснований для его ареста, кроме безответственных разговоров. Он порой и сейчас очень безответственно выступает. В результате нескольких таких разговоров его друзья из университета или академии донесли на него в КГБ, написали, что он ведёт такую агитацию, поэтому-то его и арестовали». Первый президент Азербайджана, Аяз Муталибов, последовательно возглавлявший в советское время Госплан, правительство и партаппарат республики, в 2009 году в беседе с корреспондентом журнала «Русская жизнь», сказал: «Создали у нас Народный фронт. Лидера не было, было 15 человек членов правления, символом был Эльчибей — единственный, хоть и сомнительный, диссидент. Но ведь у нас больше не было диссидентов в Азербайджане — вообще не было!».
Один из основателей «Народного фронта Азербайджана», востоковед и политолог Зардушт Ализаде, в интервью EADaily за 2016 год заявил, что Эльчибей «был агентом КГБ Азербайджана, причем с давним стажем. В Азербайджане, правда, он считался диссидентом. В 1970 годах его посадили в тюрьму за подрыв конституционного строя в СССР. Но через полтора года Абульфаз вышел на свободу, был без проблем прописан в Баку и восстановлен на работе, в Академии наук Азербайджана. Как Вы, наверное, знаете, за такие как у него преступления тогда давали не меньше 10 лет, с последующим запретом проживать во всех крупных городах СССР, а на работу после отсидки даже дворником не всегда брали». Спустя три года, историк и правозащитница Лейла Юнус, являвшаяся одним из основателей «Народного фронта» и руководившая в период президентства Эльчибея информационно-аналитическим отделом Министерства обороны Азербайджана, в интервью тому же EADaily сказала, что «Эльчибея считали и считают диссидентом, идейным борцом. На самом же деле он был человеком Гейдара Алиева». По её словам: «в январе 1975 года Эльчибея арестовали за „распространение клеветы на советский строй“. Эльчибей вышел на свободу в 1976 году. В тогдашних условиях и в нынешних тоже такое быстрое освобождение невозможно без, как говорится, веских причин. Такими причинами могут быть: согласие сотрудничать с органами КГБ или, скорее всего, заступничество высшего руководства КГБ по каким-то причинам. Анализ всей последующей деятельности Эльчибея показывает, что эти факторы способствовали его освобождению. Причем не только освобождению из заключения, но и устройству на работу не в дворники, шофёры или лифтеры, куда шли диссиденты после заключения, а на престижную работу в Институт рукописей Академии наук Азербайджанской ССР».

### Последующая деятельность
17 июля 1976 года Абульфаза Эльчибея освободили. После освобождения он продолжил научную деятельность. 7 декабря был принят на работу в Республиканский рукописный фонд АН Азербайджанской ССР на должность младшего научного сотрудника. С 24 апреля 1979 года старший научный сотрудник, а с 8 декабря 1980 года заведующий отделом. 17 февраля 1988 года назначен ведущим научным сотрудником Института рукописей Академии наук Азербайджана (до 1992 г.). Является автором более чем 50 научных работ по восточной философии, истории, литературе, религии.
В конце 1980-х — начале 1990-х годов Абульфаз Алиев — один из лидеров азербайджанского национального движения. В этот период он взял себе фамилию «Эльчибей», что означает «посланник народа». 16 июня 1989 года он становится председателем движения «Народный фронт Азербайджана». Дмитрий Фурман и Али Аббасов в статье «Азербайджанская революция» следующим образом описывают взгляды Эльчибея:
Идеология А. Эльчибея строилась на основе, заданной мусаватистской республикой — сочетании страстного пантюркизма и западничества. Хороший оратор (на азербайджанском языке), он завораживал толпы речами о гибнущей империи, великом тюркском народе и о том, что если бы не большевики, уничтожившие АДР, Азербайджан стал бы не менее богатым, чем Кувейт, и не менее свободным, чем США или Франция. “Эльчибеевский” тип демократической азербайджанской интеллигенции первого поколения, выходцев из деревни, сочетающих страстный тюркский национализм с идейным “западничеством” (и одновременно — зачастую с полной неспособностью жить и действовать “по западным правилам”), становится доминирующим в НФА, оттесняя наиболее русифицированную и европеизированную часть бакинских либералов.
В первых президентских выборах в сентябре 1991 года Эльчибей не участвовал и руководителем республики тогда был избран Аяз Муталибов.

## Президент Азербайджана

### Приход к власти
В марте 1992 года под давлением оппозиции Аяз Муталибов вынужден был подать в отставку, однако через два месяца он попытался вернуться к власти. Муталибов потребовал от Верховного Совета Азербайджана восстановления его в должности президента и отмены новых выборов. 14 мая Верховный Совет удовлетворил его просьбу и проголосовал за восстановление его на посту президента. В ответ на восстановление Муталибова на посту президента страны, начался митинг сторонников оппозиции у здания НФА. Утром 15 мая руководство Народного фронта выдвинуло Муталибову ультиматум с требованием добровольно уйти до 15:00 с поста президента. После окончания ультиматума толпа из числа сторонников Народного фронта начала марш к зданию Верховного Совета, и после небольшой перестрелки, захватила его. Спустя несколько часов был занят и президентский дворец, но президента там не оказалось. Муталибов бежал из страны. 18 мая на сессии Верховного совета Якуб Мамедов подал в отставку с поста председателя и на его место был назначен представитель Народного фронта, 35-летний Иса Гамбар.
7 июня 1992 года в стране состоялись президентские выборы, победу на которых одержал Абульфаз Эльчибей, набравший 59,4 % голосов. Процент полученных им голосов говорит в пользу того, что выборы, в основном, были честными, но по утверждению соперников Эльчибея захватившие к этому времени исполнительную власть на местах народнофронтовцы фальсифицировали их итоги. Больше всего голосов (88,19 %) он получил в Нахичеванском регионе. Предвыборную кампанию Эльчибей вёл под лозунгом «Тюркизм, исламизм, модернизация».
Буквально до дня инаугурации он жил на седьмом этаже типичной бакинской «хрущёвки» в квартире брата. 17 июня в здании Верховного Совета состоялась церемония инаугурации нового президента Азербайджана.

### Внешняя политика
Эльчибей выступал с идеей стратегического союза с Турцией. Он называл себя «солдатом Ататюрка» и «сыном Анатолии», по мнению российского дипломата и доктора исторических наук Станислава Чернявского, «видимо, искренне полагая, что полная и безоговорочная ориентация на Турцию поможет Азербайджану найти своё место в мире. Хотя по существу его любовь к Турции была иррациональной и слепой. В перспективе она могла поставить под угрозу суверенитет республики».
Он артикулировал идею объединения независимого Азербайджана с Южным Азербайджаном, находящемся в составе Ирана; придерживался проамериканской ориентации во внешней политике. Эльчибей принимает у себя бежавших из Средней Азии диссидентов, а о режимах в среднеазиатских государствах позволяет себе высказаться следующим образом: «…Через несколько месяцев растущее там народное движение сметёт нынешнее руководство — сейчас невозможно задушить стремление народов к свободе».
Придя к власти на волне антироссийских настроений в самом Азербайджане, Эльчибей занял соответствующую позицию во внешней политике. Власти Азербайджана обвинили Россию в поддержке Армении в карабахском конфликте и отказались войти в Содружество Независимых Государств. Азербайджаном был взят курс на сближение с Турцией и Западом, что вызвало негативную реакцию Москвы. К этому прибавились и натянутые личные отношения между президентом России Борисом Ельциным и новоизбранным Эльчибеем. Не боясь дразнить российское руководство, он заявлял, что из всех государственных деятелей России наибольшие заслуги перед демократией принадлежат не Михаилу Горбачёву, а президенту Татарстана Минтимеру Шаймиеву; в связи с принятием Татарстаном новой конституции послал поздравительную телеграмму, в которой говорилось о колониальном угнетении, «героическом татарском народе», а также о том, что «конец XX столетия знаменуется пробуждением и возрождением тюркского мира». 12 сентября 1992 года он совершил визит в Москву, в ходе которого был подписан «Договор о дружбе, сотрудничестве и взаимной безопасности между Азербайджанской Республикой и Россией». При этом он демонстративно вёл переговоры через переводчика, хотя прекрасно знал русский язык. Эльчибей считал, что Россия является непосредственной угрозой самому существованию Азербайджана и не исключал вероятность возможных военных действий с ней. С его точки зрения, единственным способом защититься от этого была интеграция с западными институтами. На точку зрения Эльчибея по этому вопросу, вероятно, повлиял также факт географической близости России и её многократное превосходство, которые облегчали возможность повторной оккупацию Азербайджана. Поэтому согласно его позиции, чтобы не допустить этого, Баку должен был установить максимально тесные отношения с Западом и Турцией.
18 августа 1992 года Эльчибей подписал указ о вступлении Азербайджана в Международный валютный фонд, Международный банк реконструкции и развития и связанные с ними организации. На следующий день был принят закон о проведении в жизнь конвенций и соглашений этих организаций в Азербайджане.
На фоне роста заинтересованности западных нефтяных компаний в энергоресурсах Каспийского моря 3 сентябре в Баку прибыла бывший премьер-министр Великобритании Маргарет Тэтчер, где она приняла участие в подписании соглашения о проведении оценочных разработок месторождений «Чираг» и «Шах-Дениз» между Правительством Азербайджана и компаниями — английской «BP» и норвежской «Statoil».
В начале декабря 1992 года он посетил Киев, где Эльчибей и президент Украины Леонид Кравчук подписали «Договор о дружбе и сотрудничестве между Украиной и Азербайджанской Республикой». За неделю до визита на Украину на II съезде Народного фронта Эльчибей заявил, что во внешней политике Азербайджанская Республика будет ориентироваться на усиление связей с США и Великобританией, а «что же касается республик бывшего Союза, то здесь приоритет будет отдаваться Украине».

### Внутренняя политика
На следующий день после выборов Эльчибей сказал:
Наша цель построить независимое единое демократическое государство, в котором соблюдались бы права всех граждан независимо от религиозной и национальной принадлежности. Для того чтобы добиться этого, мы постараемся быстро реформировать наше законодательство, прежде всего принять новую конституцию суверенного Азербайджана. В ней будет заложено разделение властей, механизм реального контроля общества над властью. В республике сегодня очевиден паралич власти, потому нам предстоит спешно возводить новое здание государственного устройства, управления. И, наконец, мы постараемся как можно быстрее создать смешанную экономику, начать малую приватизацию, привлечь иностранные инвестиции. Однако важнейшее для всего этого условие – приемлемое решение карабахского вопроса.
В августе 1992 года он ввёл своим указом в оборот национальную денежную единицу — манат. 19 сентября им был обнародован указ о защите прав и свобод, государственной поддержке развития языка и культуры национальных меньшинств. Была проведена реформа системы поступления в вузы — введена тестовая система, практически исключающая коррупцию. 
18 сентября центр социологических исследований «Соргу» Бакинского института социального управления и политологии объявил итоги опроса общественного мнения. Согласно им, в военной области деятельность Эльчибея одобряли 61,4 % опрошенных, ещё 52,8 % респондентов положительно характеризовали деятельность президента и его команды в области внешней политике; недостаточно удовлетворены его деятельностью в экономической области — 48,3 %, в области защиты прав и безопасности граждан — 45,2 %, в сфере социальной политики — 32,5 % опрошенных.

#### Кадровый состав
Сначала представители Народного фронта крайне осторожно подходило к формированию государственного аппарата. В своём выступлении перед телезрителями в блоке программ AzTV, занимавшем до начала 1993 года часть эфирного времени 1-го канала Останкино в Азербайджане, состоявшемся в начале июля 1992 года, Эльчибей говорил: «Мне хочется, чтобы вы поняли, что в Азербайджане не пришли к власти оппозиционные силы. Просто-напросто Президентом избран представитель НФА и в руководящий эшелон назначено несколько новых людей. В государственном аппарате Азербайджана работает более 5 тысяч людей. Новых людей в нём всего 120».
В должности премьер-министра продолжал оставаться Рагим Гусейнов, которого назначил возвращённый к власти в мае президент А. Муталибов. Некоторые народнофронтовцы получили посты ещё до избрания Эльчибея. Например Рагим Газиев стал министром обороны при и. о. президента (март-май) Якубе Мамедове, а Иса Гамбар — председателем Милли Меджлиса после свержения Муталибова. Они продолжили свою работу и при избранном президенте.
Со временем ситуация меняется. Скрытое противодействие, даже своего рода бойкот элитой нового руководства заставляет Эльчибея и его команду производить массовую замену чиновников. При этом качество новых назначенцев снижается, а аппетиты к переменам растут. Постепенно сменяют и назначают новых начальников, как говорил, несколько преувеличивая реальные тенденции Э. Мамедов, «вплоть до уровня бригадиров колхозов». Новые назначенцы начали воровать и окружать себя «своими», и смена людей на руководящих и выгодных должностях росла в геометрической прогрессии. Возник «снежный ком» — чем больше позиций занимали члены Народного фронта, тем более враждебной по отношению к ним становилась старая номенклатурная верхушка, которая сохраняла влияние и значительную долю реальной власти, а эта борьба влекла за собой новые отставки и назначения.
Большинство людей в окружении Эльчибея были такими же интеллигентами первого поколения, выходцами из деревни, как и он сам. Они с президентом не прошли по ступеням бюрократической иерархической лестницы, а заняли свои посты как революционные выдвиженцы. Новые лица, оказавшиеся во власти, не являлись представителями номенклатурной элиты.
Среди них были:
- Бывший младший научный сотрудник Института философии и права Панах Гусейнов (Панах Гусейн) — Государственный секретарь (1992—1993), а с апреля 1993 года — премьер-министр страны.
- Ихтияр Ширинов — Государственный советник по правовой политике.
- Журналист Ариф Гаджиев (Ариф Гаджилы) — Государственный советник по работе с территориальными органами власти.
- Физик Тофик Гасымов — министр иностранных дел.
- Бывший оперативник ОБХСС, майор милиции Искандер Гамидов — министр внутренних дел.
- Преподаватель математики Рагим Газиев — министр обороны.
- Биофизик Хикмет Гаджизаде[азерб.] — представитель Азербайджана в России.

За исключением нескольких лиц, большая часть вышеупомянутых были выходцами из деревни. Кроме них должность председателя Государственного комитета таможни получил преподаватель Азербайджанского государственного университета Ибрагим Велиев, председателя Государственного земельного комитета — турецкий гражданин Джамиль Унал, министра финансов — профессор Мармаринского университета Турции С. Мамедов, а заместителем министра национальной безопасности стал патологоанатом Сульхеддин Акперов.
Возглавляемое Эльчибеем руководство подвергалось критике. Сам он в одном из своих телевизионных выступлений сказал:
В последнее время идут негативные разговоры о некоторых наших государственных деятелях, клевещут на них. Вы можете быть совершенно уверены в том, что такие люди, как министр внутренних дел Искендер бей, Председатель Национального собрания Иса бей, государственный секретарь Панах бей, министр обороны Рагим бей, министр иностранных дел Тофиг бей, недавно привлечённый к государственной работе Сурет бей, достойны управлять страной. Они являются достойными личностями, как и сотни не названных мной интеллигентов.
Кадровый состав критиковался и спустя почти 30 лет после отстранения Эльчибея от власти. Современник тех лет, президент Азербайджана, Ильхам Алиев, выступая в 2019 году в Сумгаитском государственном драматическом театре на мероприятии, посвященном 70-летию Сумгаита, призвал посмотреть «какие кадры были избраны» и упомянул кем по образованию или чем до прихода к власти Народного фронта занимались президент Эльчибей, премьер-министр Панах Гусейнов, председатель парламента Иса Гамбар, Государственный секретарь Али Керимли, министр обороны Рагим Газиев, а также охарактеризовал личные качества и поведение не только их, но и министра внутренних дел Искандера Гамидова и министра иностранных дел Тофика Гасымова.
До прихода Народного фронта к власти, на первых многопартийных выборах в 1990 году победу одержала Компартия Азербайджана. Однако в сентябре 1991 года Компартия самораспустилась, а в ноябре полномочия Верховного Совета (парламента) передали сформированному на его основе небольшому Милли Меджлису (Национальному Собранию). Сперва в планах лидеров Народного фронта было проведение вскоре после президентских также парламентских выборов, но затем стали тянуть с этим. Они предпочитали иметь дело с Национальным Собранием, которое состояло из лояльных коммунистических депутатов.

#### Первая карабахская война
На момент прихода к власти Эльчибея и его команды страна не контролировала территории бывших Нагорно-Карабахской автономной области и Шаумяновского района, а также приграничного Лачинского района, через который Нагорный Карабах имел сообщение с Арменией.
Эльчибей сделал ставку на военную силу. Спустя пять дней после избрания его президентом, 12 июня, азербайджанские войска перешли в наступление. В ходе широкомасштабного наступления под контроль Азербайджана вернулись Шаумяновский и часть Мардакертского и Аскеранского районов бывшей области. 4 июля азербайджанские войска заняли Мардакерт, которому было возвращено название Агдере. Спустя два дня Эльчибей ввёл на территории Агдеринского (бывшего Мардакертского) района чрезвычайное положение сроком на месяц с целью «предотвратить возможные провокации со стороны армянских террористических группировок». К августу было возвращено около 40 % территории Карабаха. Азербайджанские войска в августе также завладели единственным эксклавом Армении — Арцвашеном, расположенным за пределами бывшей области в Кедабекском районе Азербайджана.
1 сентября азербайджанские силы овладели селом Сырхавенд, расположенным к северу от Степанакерта. К октябрю же продвижение азербайджанских войск было остановлено, и наступательная операция выдохлась. В Лачинском районе развернулись бои, азербайджанской армии не удалось восстановить контроль над Лачинским коридором. 24 октября Сенат США принял поправку к «Акту в поддержку свободы», которая запрещала оказание американской помощи Азербайджану до тех пор, пока Азербайджан не прекратит блокаду и военные действия против Армении и Нагорного Карабаха. Согласно некоторым источникам, поправка была принята под давлением армянского лобби.
Вскоре происходит перелом в пользу армянской стороны. В своей книге «Конец Второй Республики» азербайджанский политолог Зардушт Ализаде пишет:
Естественно, поражения посыпались, как из рога изобилия. Чтобы спасти ситуацию, Министерство обороны проводило в городах облавы, забирали молодых людей прямо из домов, останавливали на улице автобусы, ссаживали и сразу отправляли на фронт. В различные организации, в том числе Хельсинкскую Гражданскую Ассамблею, обращались родители с жалобами: сын утром вышел из дома, пошёл на работу (в ВУЗ, в гости, на свидание), не вернулся домой, искали два дня, сообщили в милицию, на третий день получили извещение: «… ваш сын пал смертью в храбрых  боях за Родину».
Одно азербайджанское подразделение оказалось в окружении близ села Атерк. По рассказам командира Захида Нефталиева он узнал от одной телефонистки подслушанный ею телефонный разговор министра обороны Рагим Газиева с командующим 2-м армейским корпусом, заместителем премьер-министра и чрезвычайным и полномочным представителем президента по Карабаху Суретом Гусейновым, в ходе которого Газиев сказал, что оставляет окружённых в Атерке солдат на произвол судьбы. Нефталиев немедленно связался с министром внутренних дел Искандером Гамидовым, который явился в кабинет к Газиеву и заставил того отдать приказ бригаде покинуть Атерк, откуда азербайджанские солдаты вышли с большими потерями. После этого инцидента Гусейнов отвёл две бригады с передовой, а Эльчибей снял его со всех постов.
Спустя несколько дней после того как Сурет Гусейнов вывел из Агдеринского района войска, армянские силы 5 февраля 1993 года перешли в наступление в этом районе. Им удалось прорвать линию обороны азербайджанских войск и овладеть несколькими сёлами. 20 февраля Рагим Газиев покинул пост министра обороны и на эту должность был назначен генерал Дадаш Рзаев.
К 25 февраля противник полностью овладел Сарсангским водохранилищем, а 27 марта атаковал Кельбаджар, расположенный за пределами бывшей области, и к 3 апрелю установил контроль над ним. По утверждению З. Али-Заде он из нескольких источников «узнал, что президент Эльчибей и его соратники получали из достоверных источников информацию о готовящемся захвате Кельбаджарского района. Об этом докладывала разведка, предупреждал азербайджанец, работавший в МИД России, который с риском для жизни привёз добытые им документы российского Генштаба и показал Исе Гамбарову. Последний выслушал информацию, ничего не предпринял, а на одном из совещаний сообщил о попытках российской разведки ввести его в заблуждение». В результате армянского наступления было захвачено более 1000 км² территории Азербайджана. С переходом Кельбаджара и прилегающих земель под армянский контроль возник второй (после Лачина) коридор, соединяющий Карабах и Армению.
Указом Эльчибея на всей территории страны было введено чрезвычайное положение. Он продолжил чистку армейского руководства. Были арестованы занимавший при Рагиме Газиеве должность заместителя министра обороны Баба Назарли, начальник финансового управления министерства Таир Аббасов и начальник финансовой части Азиз Мамедов.

### Мятеж Сурета Гусейнова
28 мая российская армия, до истечения заранее определённого срока, покинула Гянджу, а оставленное российскими частями оружие досталось бойцам полковника Сурета Гусейнова. Последний получил известность за проведение успешных боевых действий в Карабахе. В период летнего наступления ему удалось восстановить контроль над Геранбойским и Агдеринским районами Верхнего Карабаха. Эльчибей наградил Гусейнова званием Национального героя Азербайджана и назначил полномочным представителем в Нагорном Карабахе, заместителем премьер-министра и командующим Агдеринским военным корпусом. Посыпавшиеся позднее неудачи на агдеринском фронте, с подачи Народного фронта попытались связать с именем Сурета Гусейнова. Указом Эльчибея он был снят со всех постов и назначен генеральным директором госконцерна по шерсти. Однако военнослужащие 709-й воинской части сохранили ему верность.
С целью разоружения Гусейнова, в ночь на 4 июня правительство приступило к осуществлению плана «Тайфун», автором и руководителем которого являлся премьер-министр П. Гусейнов. Позднее, спустя чуть более двух недель, на небольшой пресс-конференции Эльчибей скажет, что приказ о разоружении 709-й воинской части в Гяндже последовал после отказа её командования передислоцироваться в другое место. Операция правительственных войск в Гяндже обернулась поражением, в результате чего, по официальным данным, погибли 10 человек, а по неофициальным — до 60. Согласно официальной информации, Гусейнов предпринял попытку захватить имущество российской 104-й воздушно-десантной дивизии, к тому времени выведенной, но получил отпор. Сам же Сурет Гусейнов о произошедшем подробно рассказал в интервью Известиям:
Штурм казарм 709-й бригады начался в 6 утра, без всякого предупреждения — никаких предварительных требований о расформировании части и сдаче оружия к нам не поступало. Практически одновременно президентскими гвардейцами, спецназом министерства безопасности и внутренними войсками был окружён и мой дом. До часу дня мы не открывали ответного огня: я не мог отдать приказ проливать братскую кровь. А тем временем танки и снайперы с крыш расстреливали расположение части. Только после того, как командир одного из гянджинских батальонов, вышедший с белым флагом на переговоры, был расстрелян в упор, я отдал приказ об ответных действиях. Через 20 минут атаковавшие нас войска были подавлены и разоружены.
Бойцам С. Гусейнова удалось взять в плен генерального прокурора И. Ширинова. Первым делом Гусейнов приказал генпрокурору выписать ордер на арест Абульфаза Эльчибея. Гусейнов также сменил начальника полиции Гянджи и создал городской Совет.
В Азербайджане сложилась кризисная ситуация, поставив страну на грань гражданской войны. П. Гусейнов подал в отставку с поста главы правительства. Руководство республики, между тем, попыталось пойти на переговоры со сторонниками мятежного полковника. 6 июня распоряжением Эльчибея была образована государственная комиссия во главе с академиком Имамом Мустафаевым, куда вошли аксакалы, видные политические деятели и члены правительства. В тот же день комиссия отправилась в Гянджу. В своём обращении к народу Эльчибей объявил, что «враги нашего народа, действующие за пределами Азербайджана, объединились с внутренними врагами с целью подорвать стабильность в нашем государстве». В Гяндже, тем временем, собрался митинг сторонников Гусейнова, на котором было зачитано его обращение к народу. Он обвинил правительство и Народный фронт в военных неудачах в Карабахе, а также в выводе с фронта частей национальной армии, которые в тылу стали заниматься мародёрством, и призвал население к гражданскому неповиновению.
В обстановке сложившего внутриполитического кризиса, по приглашению Эльчибея 9 июня в Баку прибыл Г. Алиев, к тому времени председатель парламента Нахичеванской автономной республики. На состоявшейся встрече Эльчибей предложил Алиеву пост премьер-министра, но тот не дал ответа и попросил время подумать. Комиссия же, вернувшаяся из Гянджи, по сути стала на сторону мятежников, потребовав от властей прекратить противостояние, обвинив их в неискренности по отношению к Сурету Гусейнову. После ознакомления с докладом Государственной комиссии депутаты парламента решили создать парламентскую следственную комиссию с целью провести повторное расследование. К полуночи 9 июня парламентарии приняли закон об амнистии всех рядовых участников гянджинских событий.
Переговоры с Суретом Гусейновым, посредником на которых выступил Гейдар Алиев, не принесли ощутимых результатов. 10 июня И. Гамбар подал в отставку с поста председателя Милли Меджлиса и 15 июня Милли Меджлис избрал Г. Алиева в качестве нового председателя парламента. Ситуация в стране, между тем, стремительно осложнялась. Подразделения Сурета Гусейнова двинулись в сторону Баку. К 14 июня под их контроль без сопротивления перешли Барда, Евлах, Гёйчай, Ханлар и Мингечаур. Во всех этих районах были смещены главы администрации и назначены военные коменданты, подчиняющиеся Сурету Гусейнову. 15 июня им удалось взять Шеки, а утром следующего дня передовой отряд Гусейнова находился уже в 100 км от Баку, возле Аджигабула.
Кризисом власти в Азербайджане воспользовалась армянская сторона, развернувшая наступление в агдамском направлении. Пресс-секретарь президента А. Алиев сообщал, что предоставление поддержки азербайджанским силам затруднено, поскольку часть прилегающих к зоне боёв районов контролируется сторонниками Гусейнова. Министр иностранных дел Азербайджана Т. Гасымов обвинил Россию в причастности к гянджинским событиям, но российская сторона официально опровергла это. Государственный департамент США и МИД Турции выразили поддержку Эльчибею как всенародно избранному главе государства в его конфликте с мятежниками.
После настойчивых требований митингующих, собравшихся в те дни перед резиденцией главы государства, Абульфаз Эльчибей выступил на площади возле президентского дворца и объявил, что не собирается уходить в отставку. Он заявил, что его судьбу может решить только референдум. Позже телевидение зачитало обращение Эльчибея, в котором он призвал мятежников сложить оружие. В принятом обращении к солдатам и офицерам 709-й войсковой части он призвал их «как граждан не проливать кровь своих сверстников, стоящих на страже государства и народа».
Расстояние между правительственными силами и мятежниками всё более сокращалось. На 18 июня Гусейнов назначил дату ввода войск в Баку, мотивируя это тем, что его требования об отставке руководящих лиц (президента, министра обороны, министра внутренних дел, министра национальной безопасности) не выполняются. По приказу Министерства обороны вокруг столицы стали рыть траншеи и строить баррикады, на которых выставлялись посты. Эльчибей снял с должностей министров безопасности и внутренних дел, назначив и. о. соответственно Р. Джавадова и Н. Аббасова. В тот же день части национальной армии выступили против использования армии для решения политических вопросов и объявили, что не окажут сопротивления частям Сурета Гусейнова.

### Отстранение от власти
Неожиданно, в ночь с 17 на 18 июня, в обстановке полной секретности Абульфаз Эльчибей вылетел из бакинского аэропорта «Бина» в Нахичевань. В 4 часа утра самолёт приземлился в столице Нахичеванской автономии. Ни члены правительства, ни председатель Верховного Совета ничего не знали об этом. В сообщении пресс-службы Азербайджана поступок президента расценивался как «отъезд главы государства из столицы в связи с осложнением внутренней обстановки». Спустя день госсоветник Ариф Гаджиев заявил, что по имеющейся у него информации «некоторые правительственные силы, подкупленные мятежниками, вчера пытались совершить арест и покушение на жизнь президента. В целях предотвращения кровопролития Абульфаз Эльчибей уехал в Нахичевань».
21 июня Милли Меджлис принял два постановления: одно, призывающее Эльчибея немедленно вернуться в столицу для руководства обороной города, другое — призыв к Сурету Гусейнову сесть за стол переговоров. В тот же день Сурет Гусейнов в Гяндже объявил о том, что «берёт в свои руки все полномочия». Его подразделения к тому времени находились уже в 20 км от Баку.
Вечером 23 июня открылось экстренное заседание парламента, продолжавшееся до глубокой ночи. В повестке заседания стояли два вопроса: необходимо ли организовать встречу Эльчибея с Суретом Гусейновым и в состоянии ли глава государства исполнять свои обязанности, находясь за пределами столицы и стоит ли передать его полномочия председателю парламента Гейдару Алиеву? Глава МИД Т. Гасымов и госсекретарь А. Керимли сообщили, что президент готов встретиться с мятежным полковником. Однако тот в своей телефонограмме Милли Меджлису отказался от подобной встречи. По инициативе лидера оппозиционной Партии национальной независимости Этибара Мамедова на обсуждение парламента был поставлен проект постановление о вотуме недоверия главе государства и передаче его полномочий Гейдару Алиеву, что вызвало отрицательную реакцию у депутатов Народного фронта и юристов президентского аппарата. В 2 часа ночи 24 июня председатель парламента предложил прервать на время заседание и дать ещё один шанс Абульфазу Эльчибею, чтоб тот принял окончательное решение. К тому времени поступили сведения, что части Сурета Гусейнова контролируют Сумгаит. Посты на въезде и выезде из Баку, а также посты у бакинского аэропорта «Бина» контролировались совместными силами полиции и подразделениями Сурета Гусейнова.
Эльчибей обещал по факсу передать ответ в Баку. Примерно к 19:00 25 июня в парламент поступил соответствующий документ, который однако не был завизирован и соответственно не имел юридической силы. В нём Эльчибей охарактеризовал происходящие в стране события как государственный переворот и вновь повторил, что не собирается подавать в отставку. При этом он изъявил готовность временно передать часть своих полномочий председателю парламента. К полуночи того же дня Милли Меджлис Азербайджана проголосовал (33 голоса «за» при трёх «против» и одном воздержавшемся) за лишение Абульфаза Эльчибея президентских полномочий и передачу их председателю парламента Гейдару Алиеву, но поскольку такое решение не соответствует Конституции страны, то парламентарии решили вынести вопрос о доверии президенту страны на всенародный референдум. Решающую роль в принятии окончательного решения сыграл произошедший в тот же день теракт в Гяндже, в результате которого погибли глава исполнительной власти (мэр) города Вагиф Велиев, его заместитель и один из соратников Сурета Гусейнова; последний расценил это как очередную попытку диверсии властей против него.
28 августа 1993 года на референдуме о доверии Абульфазу Эльчибею за его отставку проголосовало 97,5 % граждан страны. Народный фронт Азербайджана назвал итоги референдума сфальсифицированными, а Госдепартамент США в специальном заявлении выразил озабоченность по поводу организации референдума и чрезвычайных условиях его проведения. На последующих президентских выборах победу одерживает Гейдар Алиев, став новым президентом Азербайджана.

## Последние годы: возвращение в политику
После формального окончания срока своих президентских полномочий экс-президент получил возможность вернуться в столицу. Он был избран председателем Демократического конгресса Азербайджана, объединившего все основные оппозиционные партии страны, стал руководителем общенационального движения «За избирательную реформу и демократические выборы». Эльчибей выступал за выход страны из СНГ. В интервью, данном им в 1998 году, он высказал своё мнение об этом Содружестве:
Серьёзная ошибка была совершена во время постройки такого образования, как СНГ. Оно, возможно, могло и устоять, если бы было задумано как Содружество наций независимых государств — я подчёркиваю слово "независимых", в котором права каждого государства: Армении, Грузии и Азербайджана, были бы защищены. Абхазы в Абхазии используют российские войска, чтобы вытеснить грузинское население. Разве это Содружество наций? Россия использует СНГ, пытаясь сохранить старую империю в новой форме и изобретая различные механизмы для этого. Лидеры СНГ не сделали хоть одной серьёзной попытки уладить армяно-азербайджанский конфликт или любые другие конфликты в пределах территории постсоветской зоны. Я когда-то назвал СНГ большим колхозом без прав. Такой колхоз неизбежно развалится, и это по существу уже случилось.
В 1996 году азербайджанские спецслужбы раскрыли заговор с целью восстановления А. Эльчибея на посту президента страны. 6 ноября 1998 года, выступая на пресс-конференции, Эльчибей заявил, что действующий президент Гейдар Алиев, находясь на посту Председателя КГБ Азербайджана, был причастен к созданию Рабочей партии Курдистана, ведущей вооружённую борьбу за создание независимого курдского государства в Турции. Против Абульфаза Эльчибея возбудили уголовное дело по статье 188-6 УК АР (оскорбление чести и достоинства президента путём распространения заведомо ложной информации) и в январе следующего года начался судебный процесс по делу экс-президента.

### Смерть
В апреле 2000 года в Турции Абульфазу Эльчибею, у которого был рак предстательной железы, сделали операцию, но в июне он вновь оказался в госпитале. Ещё до смерти Гейдар Алиев поручил своему послу оказывать Эльчибею всяческую помощь во время его лечения в Турции, а после кончины выразил соболезнования родным и сторонникам Абульфаза Эльчибея, создал госкомиссию для организации его похорон. На вопрос журналиста о действиях Президента страны по отношению к своему политическому противнику, Гейдар Алиев ответил:
Да, я проявлял заботу о нём, вёл телефонные переговоры с руководством Турции, содействовал его переводу в лучшую клинику. Во-первых, потому что я президент Азербайджана. И по конституции взял обязательство защищать своих граждан — кто бы они ни были и как бы ко мне ни относились. Во-вторых, человек должен быть принципиальным: резким там, где должно, а там, где горе, болезнь, где смерть, нельзя вспоминать, что он организовывал против меня террор, был в оппозиции ко мне, заявлял, что Алиев должен уйти. Все это осталось в истории. Человек скончался. А в-третьих, как бы то ни было, он был президентом Азербайджана. Пусть и один год. Как он президентствовал, что там произошло — это уже второй вопрос. Недопустимо не проявлять уважения к бывшему президенту.
Эльчибей скончался утром 22 августа в турецком военном госпитале «Гюльхане» от продолжительной болезни. Утром 24 августа в штаб-квартире Народного фронта Азербайджана началась церемония прощания с экс-президентом страны, после чего гроб с телом перенесли в здание Академии наук. Гроб сопровождали 50 тысяч человек. В церемонии прощания принял участие президент Гейдар Алиев. 11 минут, которые он провёл у тела, толпа кричала: «Величайший — Эльчибей, и нет ему равного». После траурного митинга гроб с телом Эльчибея предали земле на Аллее почётных захоронений.
В августе 2012 года Прокуратура Баку по обращению лидера партии «Современный Мусават» Хафиза Гаджиева возбудило уголовное дело о попытке убийства Абульфаза Эльчибея. Гаджиев объявил, что Эльчибея незадолго до смерти отравили, но это способствовало лишь ухудшению его здоровья, и обвинил в попытке убийства одного из его соратников, возглавившего Народный фронт Азербайджана Али Керимли.

## Мнения современников
В 2008 году тогдашний лидер партии «Мусават», а в 1992—1993 годах и. о. президента страны и Председателя Милли Меджлиса, Иса Гамбар говорил:

Эльчибей в XX веке является вторым после Мамед Эмина Расулзаде общественно-политическим деятелем, сумевшим идеологически подготовить и возглавить национально-освободительное движение в Азербайджане и довести его до победного конца. Он первый президент Азербайджана, выбранный демократическим путём, и управлявший страной исходя из принципов демократии. Эльчибей боролся не за власть, а за будущее своего народа и страны.

Первый президент Азербайджана, а в советское время Председатель Совета Министров и Первый секретарь ЦК Компартии Азербайджана, Аяз Муталибов в своём интервью «Modern.az» за 2015 год назвал Эльчибея «примитивным националистом».
Выступая в 2019 году в Сумгаитском государственном драматическом театре на мероприятии, посвященном 70-летию Сумгаита, президент Азербайджана Ильхам Алиев дал оценку отдельным высокопоставленным чиновникам времён Эльчибея. Самого Эльчибея он назвал «слабым, безвольным человеком», который «своим горлопанством на улицах, там и тут стал президентом и опозорил страну».

### Видеоматериалы
- Памяти Абульфаза Эльчибея
- Президентская присяга Абульфаза Эльчибея
- Интервью с Эльчибеем